# Germenul Andromeda
Germenul Andromeda (The Andromeda Strain) este un roman științifico-fantastic tehno-thriller din 1969 de Michael Crichton. Romanul descrie eforturile unei echipe de oameni de știință care investighează izbucnirea unei epidemii mortale extraterestre în Arizona. Germenul Andromeda a apărut în lista celor mai bine vândute cărți întocmită de New York Times, propulsându-l pe Michael Crichton ca scriitor de top al genului. La 12 noiembrie 2019 este programată să apară o continuare a romanului, The Andromeda Evolution de Daniel H. Wilson.
Romanul a fost tradus de Margareta Dan ca Germenul Andromeda și publicat în 1976 în Colecția romanelor științifico-fantastice nr. 4,  Editura Univers.

## Ecranizări
Filmul a fost ecranizat sub același nume în 1971 în regia lui Robert Wise, cu actorii Arthur Hill ca Stone, James Olson ca Hall, Kate Reid ca Leavitt (schimbat într-un personaj feminin, Ruth Leavitt) și David Wayne ca Dutton (Burton în roman).
În 2008, a apărut un miniserial TV omonim bazat pe roman, miniserial produs de Ridley și Tony Scott și Frank Darabont, cu Benjamin Bratt ca Stone. Numele altor personaje au fost schimbate radical față de roman.  

## Legături externe
- en  Istoria publicării lucrării Germenul Andromeda la Internet Speculative Fiction Database

## Vezi și
- 1969 în  științifico-fantastic